# Vuotsujärvi
Vuotsujärvi är en sjö i Finland. Den ligger i kommunen Enontekis i landskapet Lappland, i den norra delen av landet, 900 km norr om huvudstaden Helsingfors. Vuotsujärvi ligger 323,5 meter över havet. Arean är 47,5 hektar och strandlinjen är 3,87 kilometer lång. Sjön  ingår i Kemi älvs huvudavrinningsområde.   Omgivningarna runt Vuotsujärvi är i huvudsak ett öppet busklandskap.